# Postimpressionism
Inom konsten brukar benämningen postimpressionism avse en andra generation impressionister som intresserade sig mindre för ljusets spel och mer för hur motivet mest sanningsenligt skulle överföras till dukens yta. Dessa hade tröttnat på impressionismens begränsningar och ville kunna uttrycka mer. Postimpressionism introducerades av Roger Fry i England 1910. Postimpressionisterna brukar betraktas som premodernister då de fick utomordentligt stor betydelse för fauvismen och för kubisterna Pablo Picasso och Georges Braque.

## Kända konstnärer som räknas till postimpressionisterna

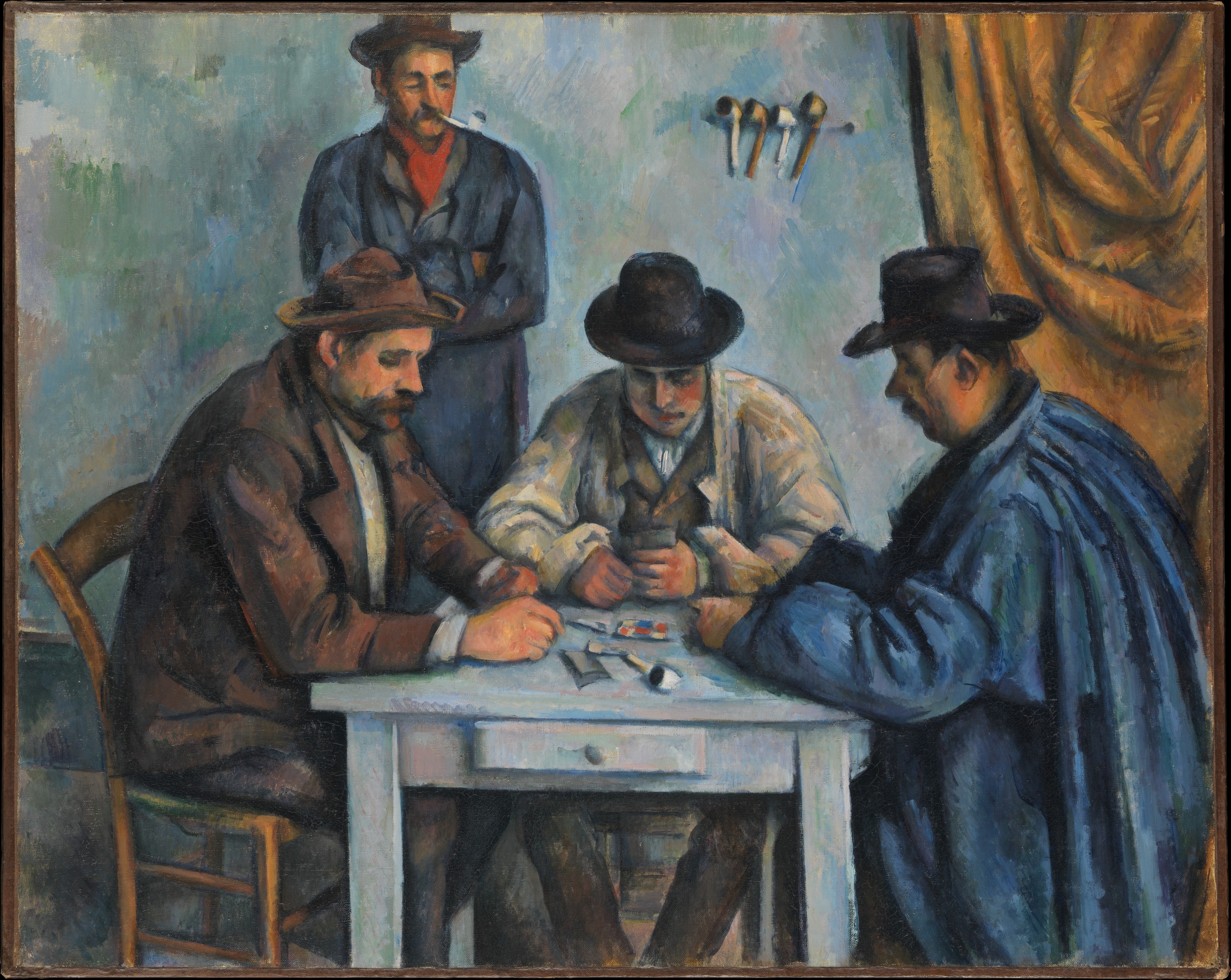
Paul Cézanne (1839–1906)
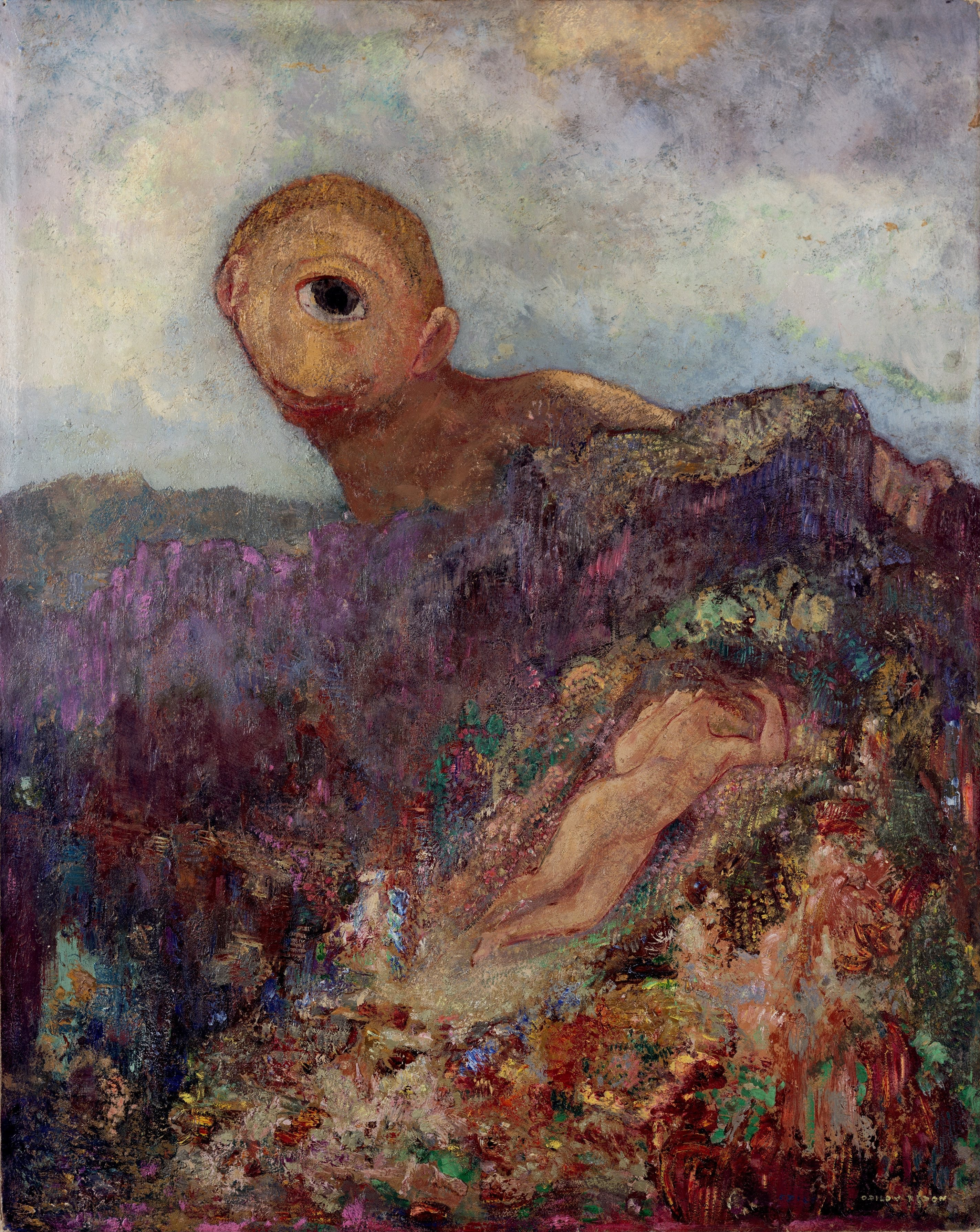
Odilon Redon (1840–1916)
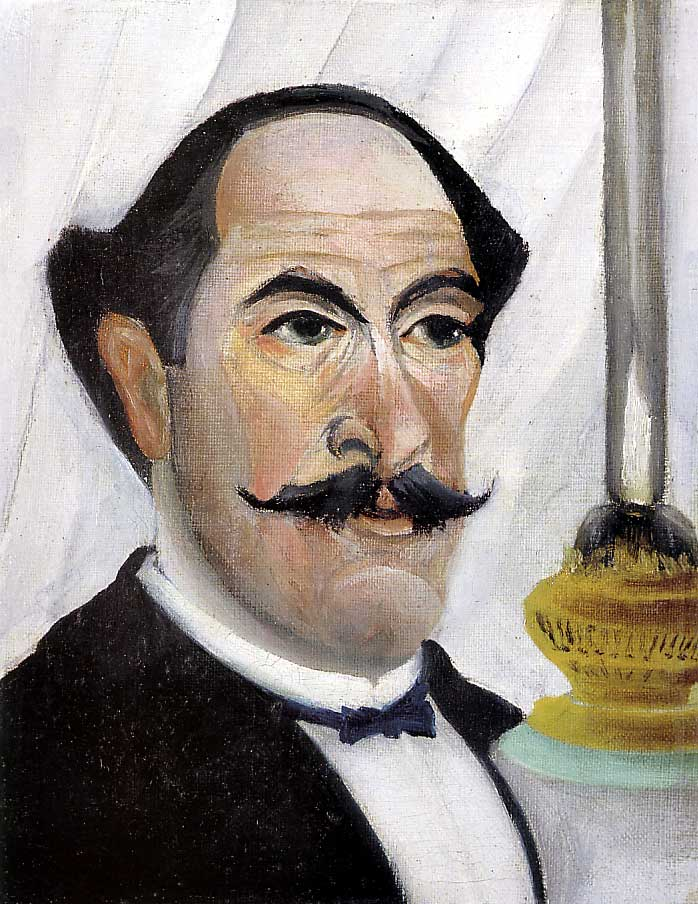
Henri Rousseau (1844–1910)
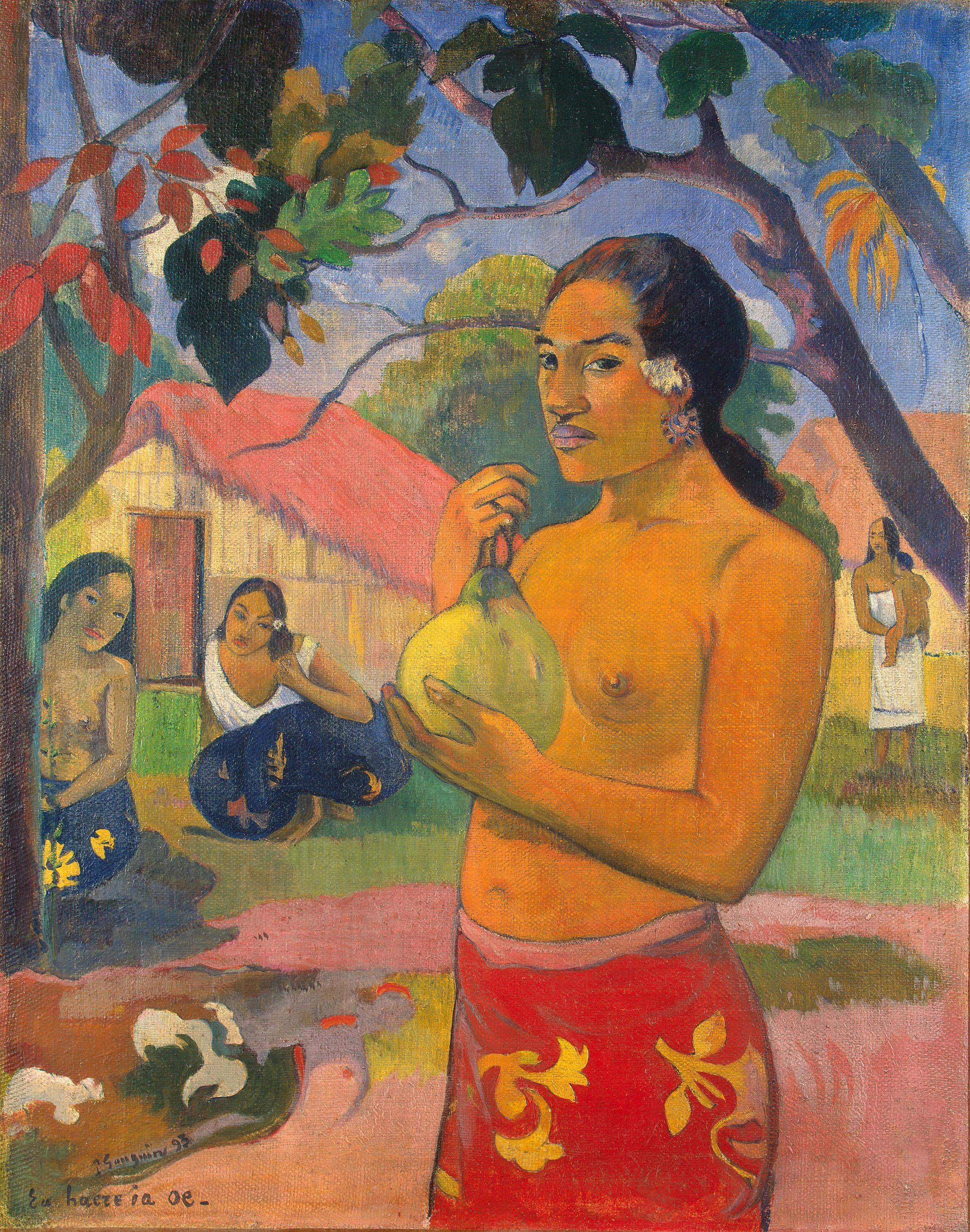
Paul Gauguin (1848–1903)
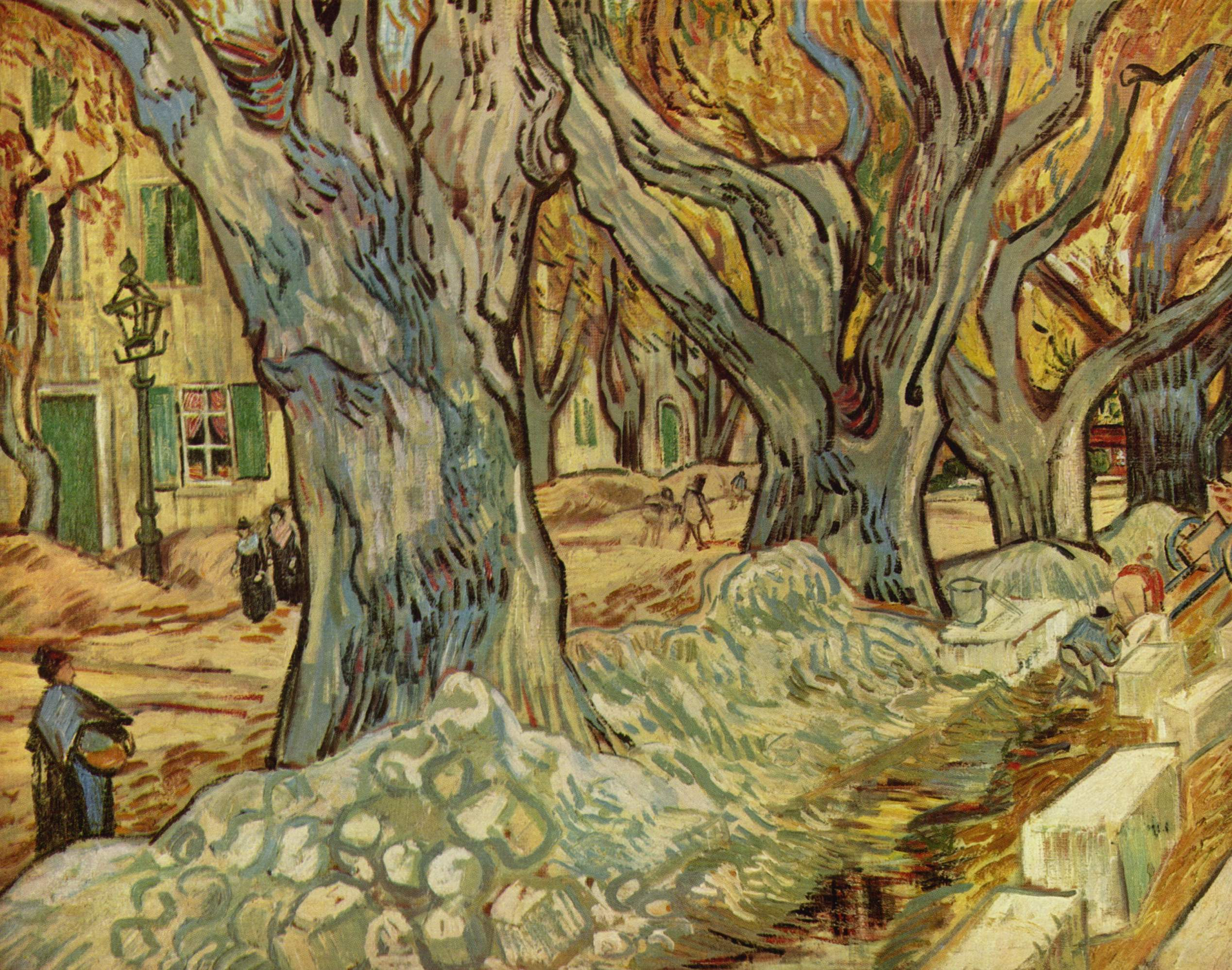
Vincent van Gogh (1853–1890)
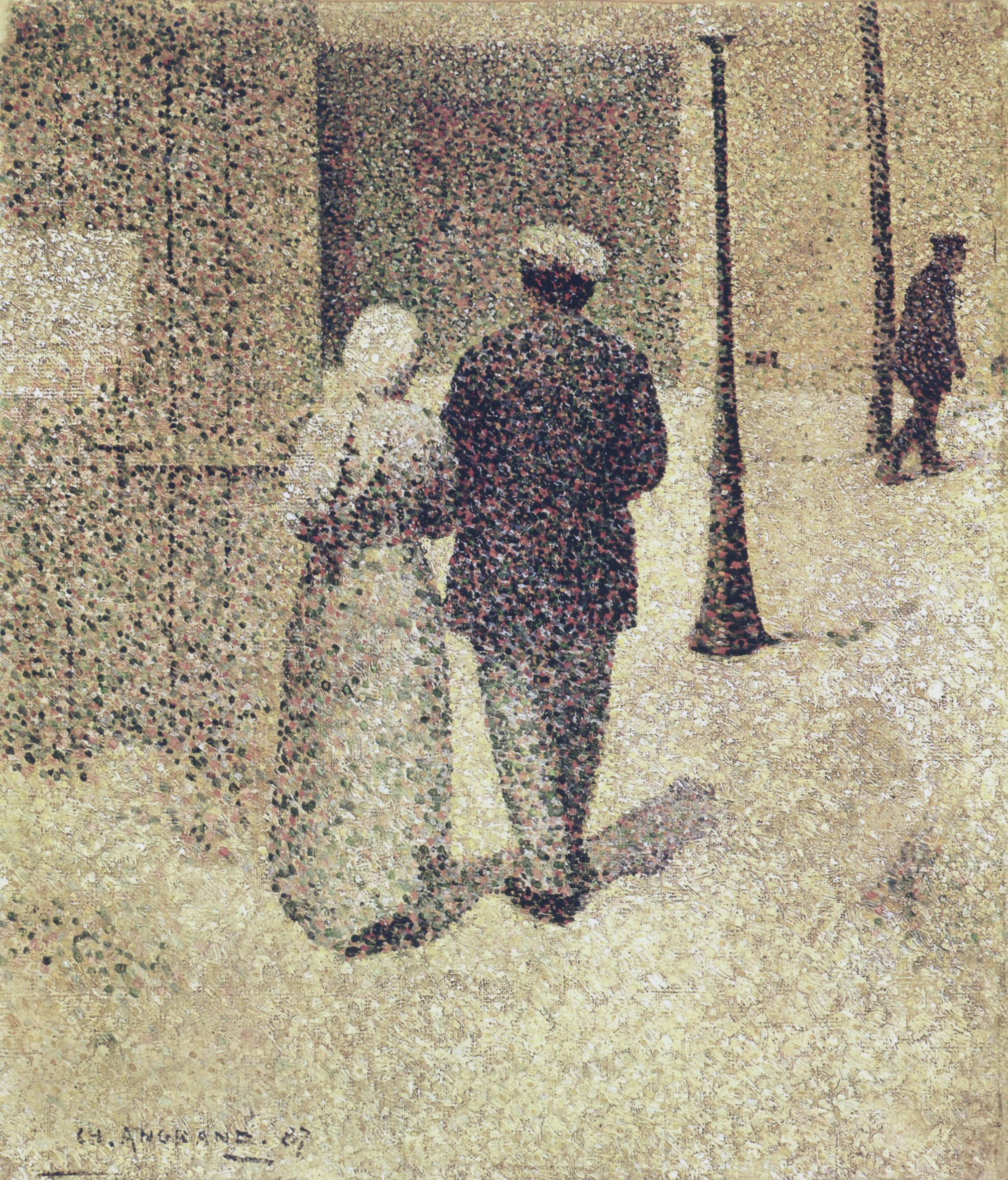
Charles Angrand (1854–1926)
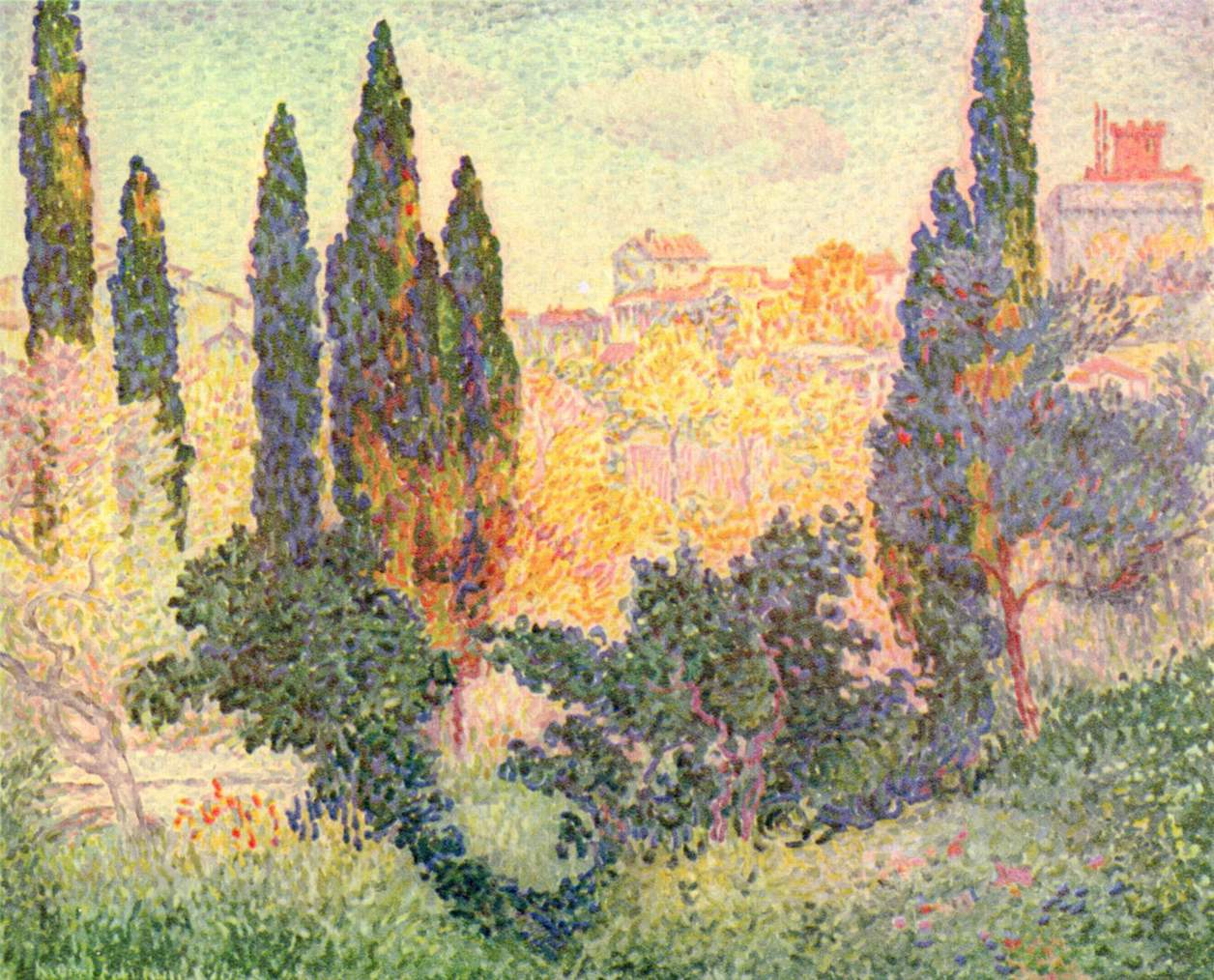
Henri-Edmond Cross (1856–1910)
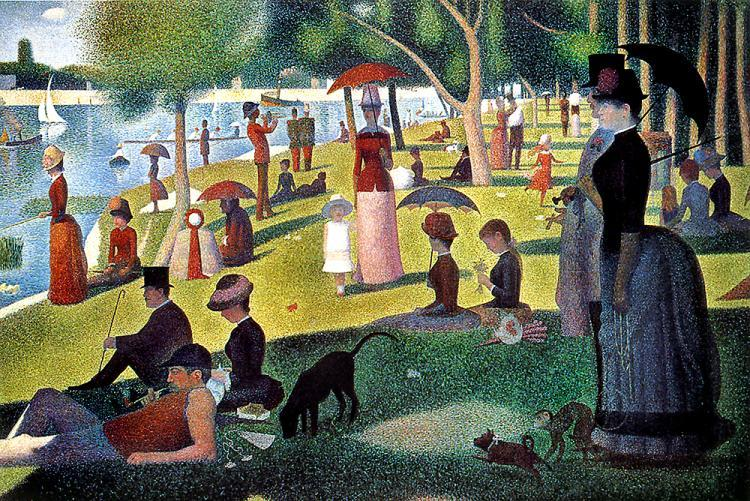
Georges Seurat (1859–1891)
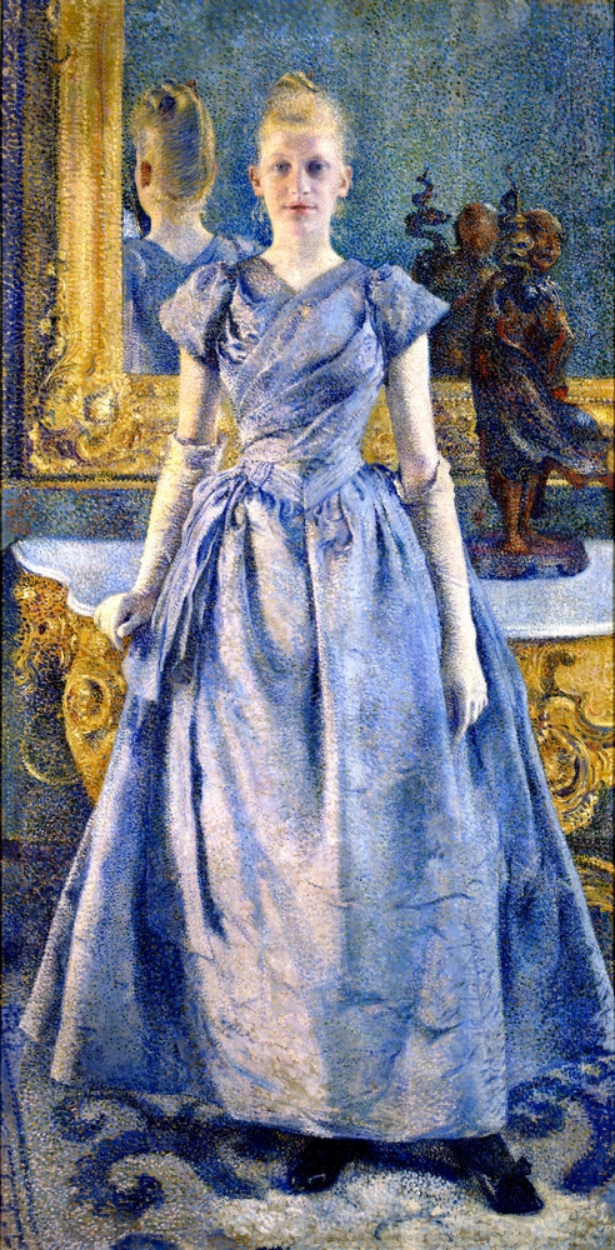
Theo van Rysselberghe (1862–1926)
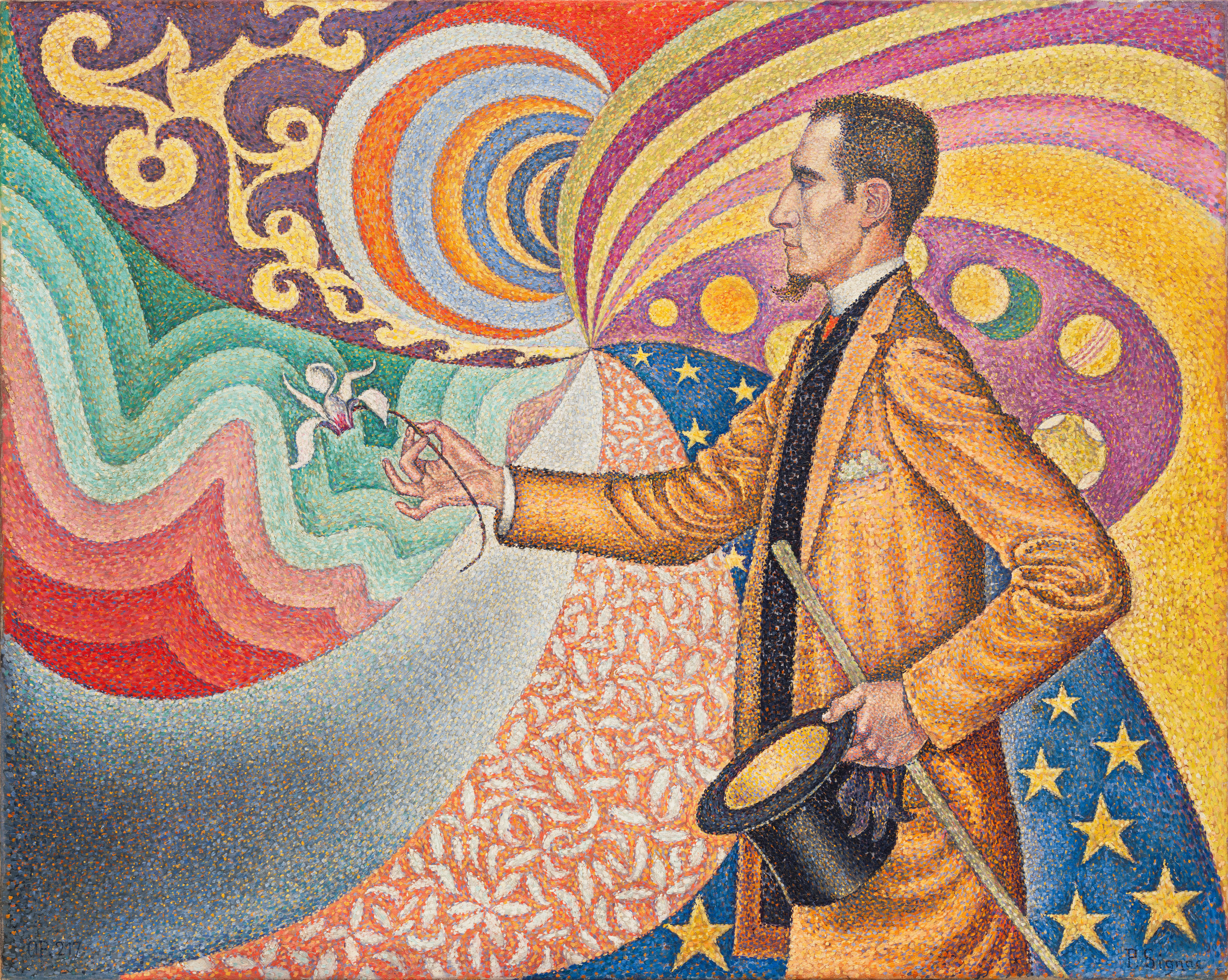
Paul Signac (1863–1935)
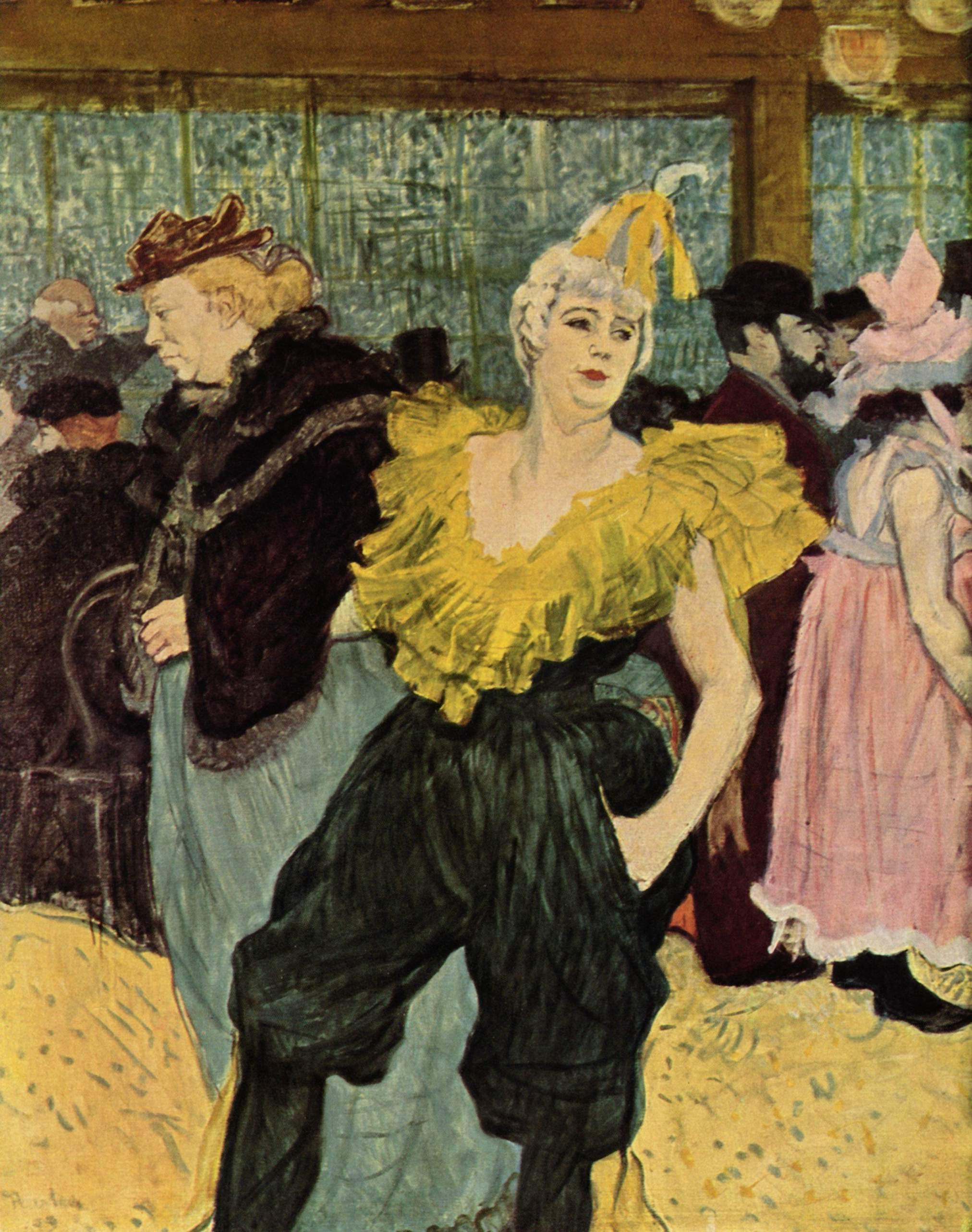
Henri de Toulouse-Lautrec (1864–1901)
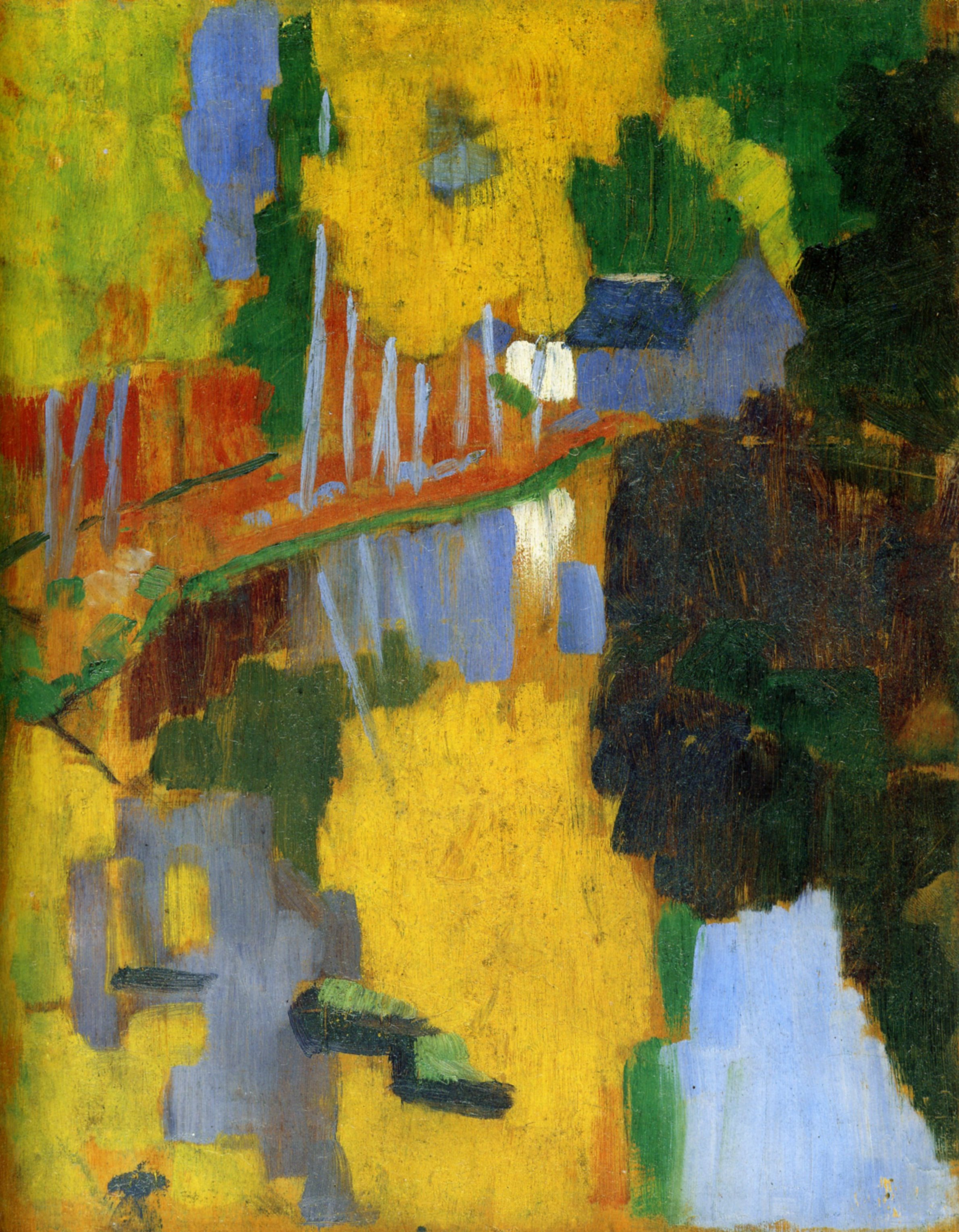
Paul Sérusier (1864–1927)
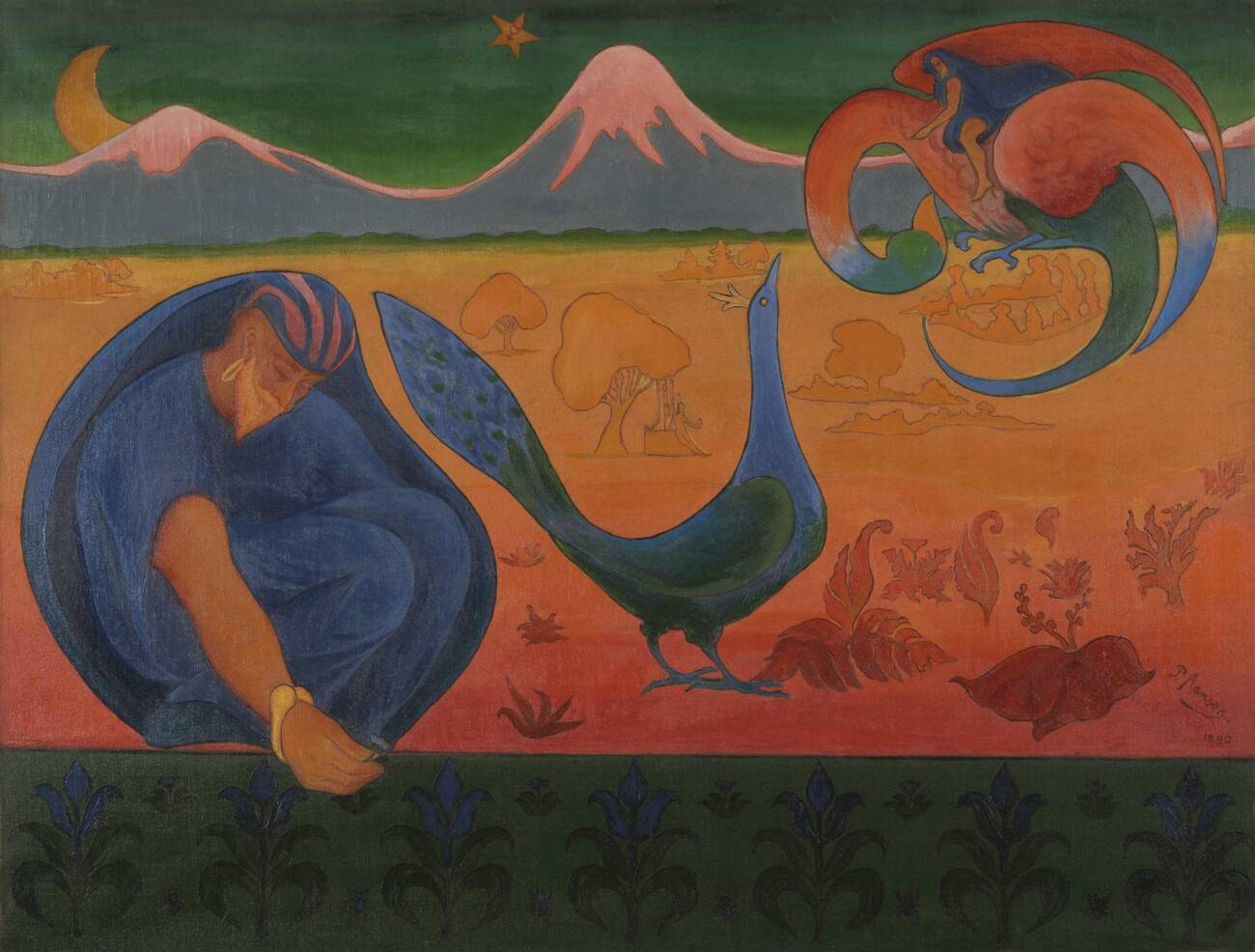
Paul Ranson (1864–1909)
Félix Vallotton (1865–1925)
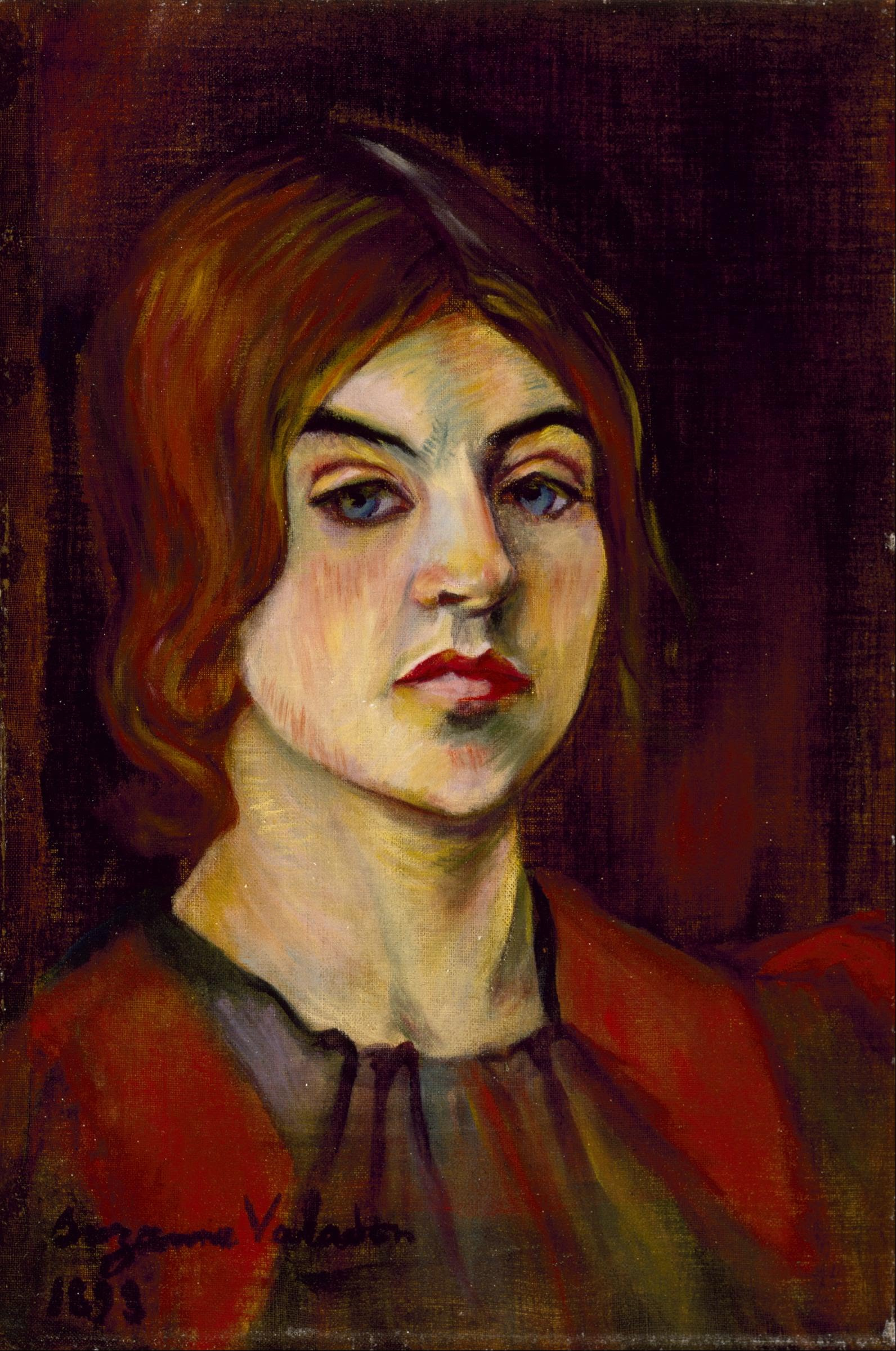
Suzanne Valadon (1865 -  1938)